# Cyclocephala marylizae
Cyclocephala marylizae är en skalbaggsart som beskrevs av Brett C.Ratcliffe 2003. Cyclocephala marylizae ingår i släktet Cyclocephala och familjen Dynastidae. Inga underarter finns listade i Catalogue of Life.